# أبناء الشمسين (فلم)
أبناء الشمسين هو فيلم خيال علمي إماراتي قصير صدر لأول مرة عالميًا في أبريل عام 2013 خلال مهرجان الخليج السينمائي، وهو من تأليف وإخراج علي زيدي، ومن بطولة سجى الياسري وأنا دروزينينا ومحمد الدياك.

## قصة الفيلم
تدور أحداث فيلم أبناء الشمسين في إطار من الخيال العلمي وفي أجواء نهاية العالم حول ثلاثة أصدقاء يعيشون في دبي ويكافحون من أجل البقاء، ويبحثون عن مأوى في مدينة باتت خاوية بعد أن دمرتها شمسين ظهرتا في الأفق.

## الإنتاج
واجه فريق عمل فيلم أبناء الشمسين صعوبات عديدة أثناء العمل على إنتاج الفيلم، حيث صُوّر الفيلم بالكامل في الهواء الطلق خلال ذروة أشهر الصيف في دبي لإعطاء الأثر المطلوب من ضوء الشمس الطبيعي والحرارة الشديدة في المدينة، وبسبب ذلك نقل بعض أفراد طاقم عمل الفيلم إلى المستشفى نتيجة إصابتهم بضربة الشمس.

## العرض
صدر الإعلان الترويجي لفيلم أبناء الشمسين لأول مرة في معرض الشرق الأوسط للأفلام والقصص المصورة كون دبي، وعُرض الفيلم لأول مرة في أبريل (نيسان) 2013 في مهرجان الخليج السينمائي، ثُم عُرض الفيلم لأول مرة في الولايات المتحدة الأمريكية في مهرجان بوسطن لأفلام الخيال العلمي.

## طاقم العمل

### الممثلون
- سجى الياسري
- أنا دروزينينا
- محمد الدياك

### الإخراج
- علي زيدي

### التأليف
- علي زيدي

### المصورون
- غانم غباش

### الإنتاج
- غانم غباش

## روابط خارجية
- صفحة الفيلم علي موقع قاعدة بيانات الأفلام العالمية